# Гіяс ад-Дін Пір-Алі
Гіяс ад-Дін Пір-Алі (*д/н — 1389) — останній малік Держави Куртів у 1370—1389 роках. Відомий також як Гіяс ад-Дін II.

## Життєпис
Син маліка Муїзз ад-Дін Хусейна і Султани Хатун (доньки ільхана Тога-Темуром). Посів трон 1370 року. Саме в цей час розгортався конфлікт з чагатайським еміром Тимуром. 1371 року вимушен був визнати зверхність останнього. При цьому передав зведеному молодшому брату Мухаммаду місто Серахс. Також посаду візира зберіг його вуйко Муїн ад-Дін Джамі (до 1380 року).
Невдовзі поновив війну проти Ходжи Алі-ї Муаяда, султана Себзевара, якому зміг завдати поразки 1375 року, захопивши Нішапур. Невдовзі відняв в брата Серахс. 1476 року оженив небогу еміра Тимура — Севін Кутлук Агу — зі своїм сином Пір-Мухаммедом.
У 1380 році чагатайський емір Тимур наказав маліку з'явитися з військами на огляд його армії. Гіяс ад-Дін затримував посланця під різними приводами, поки він збирав харчі і зміцнював оборону. 1381 року проти нього виступило чагатйське військо. В цей час проти маліка скалли змову шейхи суфіїв, ісмаїліти та колишній візир Муїн ад-Дін Джамі, внаслідок чого ворог у квітні того ж року майже без перешкод захопив Герат. Був помилуваний та знову визнав зверхність Тимура.
1382 року підняв нове повстання, але був переможений військом на чолі із Міран-шахом. Був страчений разом з деякими членами своєї родини. Державу Куртів було приєднано до Імперії Тимуридів. У 1383 році було придушено чергове повстання в Гераті. У 1396 році за наказом Міран-шаха решта представників династії Куртів була страчена.